# 日本盲導犬協会
公益財団法人日本盲導犬協会（こうえきざいだんほうじんにっぽんもうどうけんきょうかい）は日本の盲導犬の普及・育成を念頭において活動する公益法人である。

## 概要
1967年設立された日本における盲導犬育成団体（2017年現在11団体）の一つである。盲導犬の普及育成と、視覚障害者のリハビリテーション、並びに社会参加の普及促進と、視覚障害者の福祉増進を念頭に置いた様々な支援活動を実施する。公益法人改革（公益法人法改正）の一環で、現在「公益財団法人」として運営。

## 歴史
- 1967年8月　1957年国産第一号の盲導犬（チャンピィ）を育成した塩屋賢一の技術と経験及び育成施設を基盤に、彼を支援した相馬安雄（新宿中村屋第二代社長、日本シェパード犬協会の中核として戦前にドイツからの盲導犬導入を行う等盲導犬普及の先駆者の一人）を中心に久米権九郎、坂東三津五郎が行ってきた盲導犬の普及育成の意志を受け継ぎ、当時の厚生省の許可を得て、旧公益法人法に基づく財団法人として「日本盲導犬協会」を設立した。なお初代理事長には迫水久常が就任した。
  - 1972年　塩屋賢一は日本盲導犬協会を離れ、新たに東京盲導犬協会（現・<公財>アイメイト協会）を設立する。その後全国各地に盲導犬の普及育成を行うための法人組織が立ち上がる。
- 1973年　日本国有鉄道の営業取り扱い基準規定の見直しで、国鉄車内に盲導犬の帯同が認められる
- 1974年　小金井市に訓練所開設
- 1978年　道路交通法の改正と当時の運輸省の通達で、路線バス・タクシーでの盲導犬乗車・持参認められる
- 1981年　飲食店や旅館等の公共施設への盲導犬持込への理解を求める通達が厚生省より出された
- 1988年　茅ヶ崎市に訓練所開設
- 1991年　旅館・ホテルへの盲導犬受け入れを求める通達が運輸省より提出
- 1993年　特定公益増進法人認可。同年10月「第1回盲導犬育成支援盲人ゴルフ大会」を主催[1]。
- 1995年　盲導犬育成団体の連合組織「全国盲導犬施設連合会」が発足。11団体中8団体が参加。
- 1997年　神奈川県訓練センター開設
- 2001年　仙台市訓練センター開設
- 2002年10月　身体障害者補助犬（盲導犬・聴導犬・介助犬）の同伴の受け入れを義務付ける「身体障害者補助犬法」が施行される。当初は公共施設のみであるが、2003年10月には民間団体の施設にも受け入れが始まり、全面施行が実現される。
- 2004年　盲導犬訓練士を育成することを目的とした「日本盲導犬協会付設・盲導犬訓練士学校」設立
- 2006年　「盲導犬の里 富士ハーネス」開設
- 2008年　島根県あさひ訓練センター開設
- 2018年　吉川英治文化賞受賞